# Bartosz Mielczarek
Bartosz Mielczarek (ur. w Toruniu) − polski basista, kompozytor, aranżer i producent muzyczny.
Współpracował z wieloma artystami sceny polskiej i zagranicznej, takimi jak: Monika Brodka, Sławomir Uniatowski, Kasia Cerekwicka, Lombard, Gospel Joy, Kashmir, Cate Likes Candy, Paddy Kelly, Violetta Brzezińska, New Day, Toronto, TGD, Vitamina, SOFA, Dezire, Kasia Wilk, Tercet Egzotyczny, Lidia Kopania, Brian Fentress, Greg Walton, Marco Bocchino, Poliana, Krzysztof Antkowiak, be.my, Maria Sadowska, Magdalena Tul, Kasia Popowska, Dawid Kwiatkowski.
Skomponował (wraz z Moniką Brodką) muzykę do spektaklu Kaligula, w reżyserii Krzysztofa Garbaczewskiego, wystawianego w teatrze Schauspiel Stuttgart w Stuttgarcie.  Obecnie jest basistą Dawida Kwiatkowskiego, kierownikiem muzycznym oraz członkiem zespołu Moniki Brodki, a także członkiem zespołu Sorry Boys.

## Dyskografia (wybrane)
- Najpiękniejsze kolędy i pastorałki – New Day (2004) – gitara basowa
- Czarna płyta – New Day (2005) – gitara basowa, kontrabas
- Los CoPiernicos (2005) – aranżacje, gitara basowa
- W ogrodzie Oliwnym – Violetta Brzezińska (2005) – gitara basowa
- Miasto (album) – Toronto (2005) – gitara basowa
- Przystań – Viola Brzezińska (2008) – produkcja muzyczna, aranżacja, gitara basowa, gitara elektryczna, instrumenty klawiszowe, instrumenty perkusyjne, programowanie, mix (utwór: 3), muzyka (utwory: 3 ,6, 8)
- My w nim – Bartek Jaskot (2008) – gitara basowa
- Uwaga wymiotuję – Vitamina (2009) – produkcja muzyczna, aranżacja, gitara basowa
- Brystol (2010) – gitara basowa, gitara akustyczna, gitara elektryczna, programowanie, aranżacja, mix, produkcja muzyczna[7]
- Uniatowski Project (Sławomir  Uniatowski Project) (2010) – gitara basowa, produkcja muzyczna, mix
- Cate Likes Candy – Cate Likes Candy (2011) – gitara basowa
- LAX – Monika Brodka (Varsovie i Dancing Shoes (2012) – gitara basowa
- A2 (album) – Viola Brzezińska (2012) – muzyka w utworze  Herbata z miodem
- Vulcano – Sorry Boys (2013) – gitara basowa
- Planeta Ziemia, Syntetyczne przemówienie – Forest Bryll (2014) – aranżacja, instrumenty (gitara basowa, gitara elektryczna, gitara akustyczna, syntezatory, programowanie), produkcja muzyczne, mix
- Pora na cud, Kłopoty z Polakami – Sam Luxton (2014) – mix i mastering
- Wolf-floW – Grzegorz Wilk (2014) – syntezatory, sekcja rytmiczna,loopy, programowanie, produkcja muzyczna, mix  (utwory: 1, 6, 8, 11), aranżacja (6, 8), gitary (6), bas (1, 2, 6, 8, 10, 11)[8][9][10]
- Karma Market - Muchy (zespół muzyczny) (2014) –  produkcja i mix podkładu muzycznego utworu Odkąd[11][12]
- Clashes – Brodka (2016) – gitara basowa, gitara, instrumenty klawiszowe
- Światłocienie – Sara Jaroszyk – produkcja muzyczna, aranżacja, mix, gitara basowa, gitara elektryczna, instrumenty klawiszowe, programowanie

## Teledyski (wybrane)
- Kashmir – Opowiedz (2007)
- Vitamina – Republika Kolesi (2008)
- Cate Likes Candy – Crash (2011)
- Sorry Boys – Phoenix (2013)
- Sorry Boys – Evolution (St Teresa) (2014)